# Gmina Upernavik
Gmina Upernavik - przed 1 stycznia 2009 roku jedna z piętnastu gmin okręgu Kitaa, od 1 stycznia 2009 część gminy Qaasuitsup. Gmina graniczyła z gminą Qaanaaq od północy, Parkiem Narodowym Grønlands od wschodu i gminą Uummannaq od południa.

## Miasta i osady
- Upernavik
- Kullorsuaq
- Qaasuitsup
- Nutaarmiut
- Tasiusaq
- Innaarsuit
- Tussaaq
- Naajaat
- Aappilattoq
- Kangersuatsiaq
- Upernavik Kujalleq